# Hrabstwo Alger
Alger – hrabstwo w USA, w stanie Michigan na Półwyspie Górnym. Siedzibą hrabstwa jest Munising. Nazwa hrabstwa pochodzi od nazwiska Russell A. Algera, senatora, gubernatora Michigan oraz sekretarza wojny u prezydenta W. McKinleya. Hrabstwo utworzono w 1885 r. poprzez wydzielenie z terytorium hrabstwa Schoolcraft.
W roku 2010 liczba ludności wynosiła 9601 osób, a w roku 2020 8842 osoby.

## Miasta
- Munising

## Wsie
- Chatham

## Hrabstwo Alger graniczy z następującymi hrabstwami
- wschód – hrabstwo Luce
- południowy wschód – hrabstwo Schoolcraft
- południe – hrabstwo Delta
- zachód – hrabstwo Marquette